# 撥號音
撥電話的第一個動作是拿起話筒，之後應該很快就會聽到撥號音，通常是一長音。此聲音代表交換機已經準備好，發話者可以開始按電話號碼。
有些電話機俱備撥號直接啟動免持功能，不用拿話筒、不須按免持鍵，直接按電話號碼就可以撥號、直接按重撥鍵就可以重撥，這話機必須能偵測撥號音，才能快速又準確的完成撥號，若只是固定延遲時間，可能會影響撥號效率或是撥號失敗。
電話機若為用戶交換機所屬分機，提起話筒聽到的撥號音代表可以開始按分機號碼。若撥外線，需在撥號音後按外線碼，交換機切換到外線後將再聽到第二撥號音，代表可以開始按電話號碼。因為交換機切換到外線需要動作時間，故嚴謹的操作程序，應該要在第二撥號音後才開始按電話號碼。有些電話機具有重撥、記憶組撥號功能，但撥外線並不一定能使用，原因即此。這問題可以由交換機、亦可由電話機解決，有些交換機會等話機送出所有的電話號碼後才切換到外線，再由交換機把電話號碼送出；有些智慧型多功能電話機，會撥外線碼後延遲一段時間，之後才送電話號碼。